# Ophthalmitis episcia
Ophthalmitis episcia är en fjärilsart som beskrevs av Eugen Wehrli 1943. Ophthalmitis episcia ingår i släktet Ophthalmitis och familjen mätare. Inga underarter finns listade i Catalogue of Life.